# 华豫之门
《华豫之门》是河南卫视推出的一档综艺文化益智类节目，于2004年1月4日开播。

## 基本信息
| 中文名称 | 首播频道 | 出品时间 | 主持人 | 备注 |
| 华豫之门 | 河南卫视 | 2004年   | 陈琨   |      |

## 播出时间
| 頻道     | 地区     | 日期           | 时间          | 备注 |
| 河南卫视 | 中国大陆 | 2004年1月4日起 | 每周四晚22:05 |      |

## 节目内容
每期都有不同的主题，并且有四位专家进行对藏友的作品进行讲解及评价。如果藏友想知道自己藏品的价钱，专家们还会给出他们一个目前市场参考价。